# Grete Berges
Grete Berges (* 3. Mai 1895 in Hamburg; † 9. Januar 1957 in Stockholm) war eine deutsche Schriftstellerin, Übersetzerin und Literaturagentin.

## Leben und Wirken
Grete Berges war die älteste Tochter des Buchhalters Nathan Berges und der Johanna Goldstein. Sie besuchte zunächst die Höhere Mädchenschule von Jakob Loewenberg und anschließend die Handelsschule Grone. Danach nahm sie eine Anstellung als Deutsch- und Fremdsprachenkorrespondentin bei Hamburger Firmen an, die im Im- und Export tätig waren. Von 1915 bis 1918 arbeitete sie als Privatsekretärin im Richard Hermes Verlag.  Erste eigene journalistische Beiträge wurden nicht publiziert, nachfolgende Artikel wurden in der Hamburger Theater-Zeitung und im Hamburger Fremdenblatt abgedruckt. Berges schrieb eine Posse mit dem Titel Grand mit Veer, die im April 1926 im Ernst-Drucker-Theater aufgeführt wurde.
Grete Berges sprach auf Vortragsabenden in Hamburg und Altona und arbeitete von 1928 bis 1933 für die Nordische Rundfunk AG (NORAG). Sie schrieb ein Jugendbuch mit dem Titel Liselott diktiert den Frieden, das 1932 von der Union Deutsche Verlagsgesellschaft veröffentlicht und nach kurzer Zeit mehrfach erneut aufgelegt wurde. Grete Berges erhielt positive Rückmeldungen zu der in Eppendorf spielenden Geschichte, deren Hauptfigur die hosentragende Liselott ist, der es gemeinsam mit anderen Mädchen gelingt, sich erfolgreich der von Jungen ausgehende Unfairness und Bevormundung zu widersetzen. Berges, die die Geschichte auch im Rundfunk verlas, erhielt positive Rückmeldungen zu diesem Buch und plante daher eine Fortsetzung. Aufgrund der Machtergreifung durch die Nationalsozialisten war ihr dies jedoch nicht möglich, da ihr Arbeitgeber das Arbeitsverhältnis aufgrund Berges jüdischer Herkunft 1933 beendete.
Im Herbst 1936 emigrierte Berges von Hamburg nach Kopenhagen. Da sie hier keine Arbeitserlaubnis hatte und auf finanzielle Unterstützung angewiesen war, versuchte sie, in die USA weiterzureisen. Berges traf in Kopenhagen Selma Lagerlöf, die sich für sie einsetzte und ihr im Sommer 1937 eine Weiterreise nach Stockholm ermöglichte. In Stockholm lernte sie Walter A. Berendsohn kennen, mit dem sie eine enge Freundschaft verband und den sie später für eine Hamburger Tageszeitung porträtierte. Berges übersetzte in Schweden zunächst skandinavische Bücher, die vom Europa Verlag veröffentlicht wurden und arbeitete später als Literaturagentin. Sie galt als eine der wichtigsten Kulturvermittlerinnen Skandinaviens, hatte jedoch trotz ihres Erfolgs bis an ihr Lebensende finanzielle Probleme.
Berges kehrte ein Mal nach Hamburg zurück. Im Juli 1953 schrieb sie im Hamburger Abendblatt den Artikel Wiedersehen mit Hamburg, in dem sie darstellte, dass ihr eine dauerhafte Rückkehr in die Hansestadt unmöglich sei.
Grete Berges hatte eine Tochter, die ebenfalls nach Schweden emigriert war.

## Werke (Auswahl)
- Liselott diktiert den Frieden : Eine Geschichte mit heiteren Zwischenfällen. Für die Jugend von heute erzählt. Mit 25 Textzeichnungen und 1 farbigem Titelbild von Hilde Weber, 1 mehrfarbiger Deckenüberzug von Emmerich Huber. Stuttgart ; Berlin ; Leipzig : Union, 1932

## Hörspiele (Auswahl)
- 1928: Funkheinzelmanns Märchenstunde: Wie Prinz Freimund die Freude fand – Regie: Hans Freundt (Sendespiel (Hörspielbearbeitung) – NORAG)